# ヴァッレルモーザ
ヴァッレルモーザ（イタリア語: Vallermosa）は、イタリア共和国サルデーニャ州南サルデーニャ県にある、人口約2,600人の基礎自治体（コムーネ）。

## 地理

### 位置・広がり

#### 隣接コムーネ
隣接するコムーネは以下の通り。
- デチモプッツ
- イグレージアス
- シリークア
- ヴィッラチードロ
- ヴィッラソール